# Taggreva
Taggreva (Echinocystis lobata) är en gurkväxtart som först beskrevs av André Michaux, och fick sitt nu gällande namn av John Torrey och Gray. Taggreva ingår i släktet taggrevor, och familjen gurkväxter. Inga underarter finns listade i Catalogue of Life.

## Bildgalleri

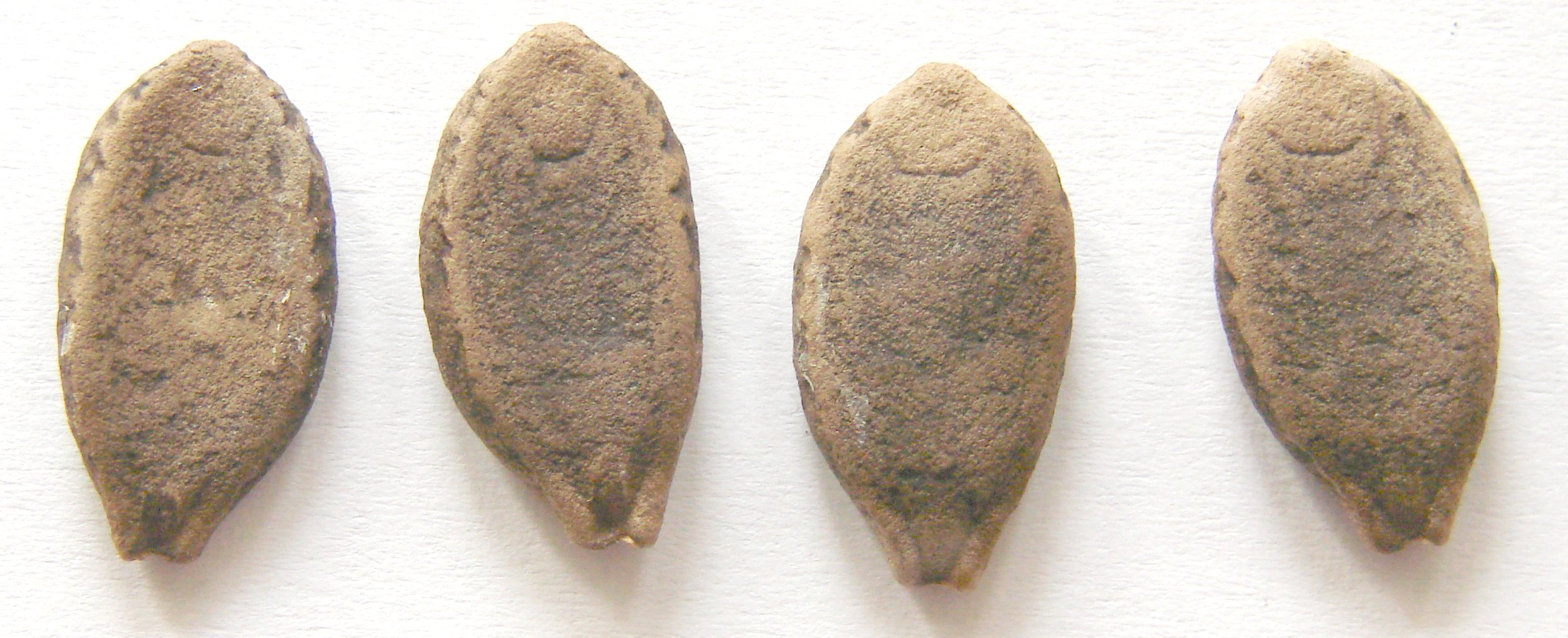
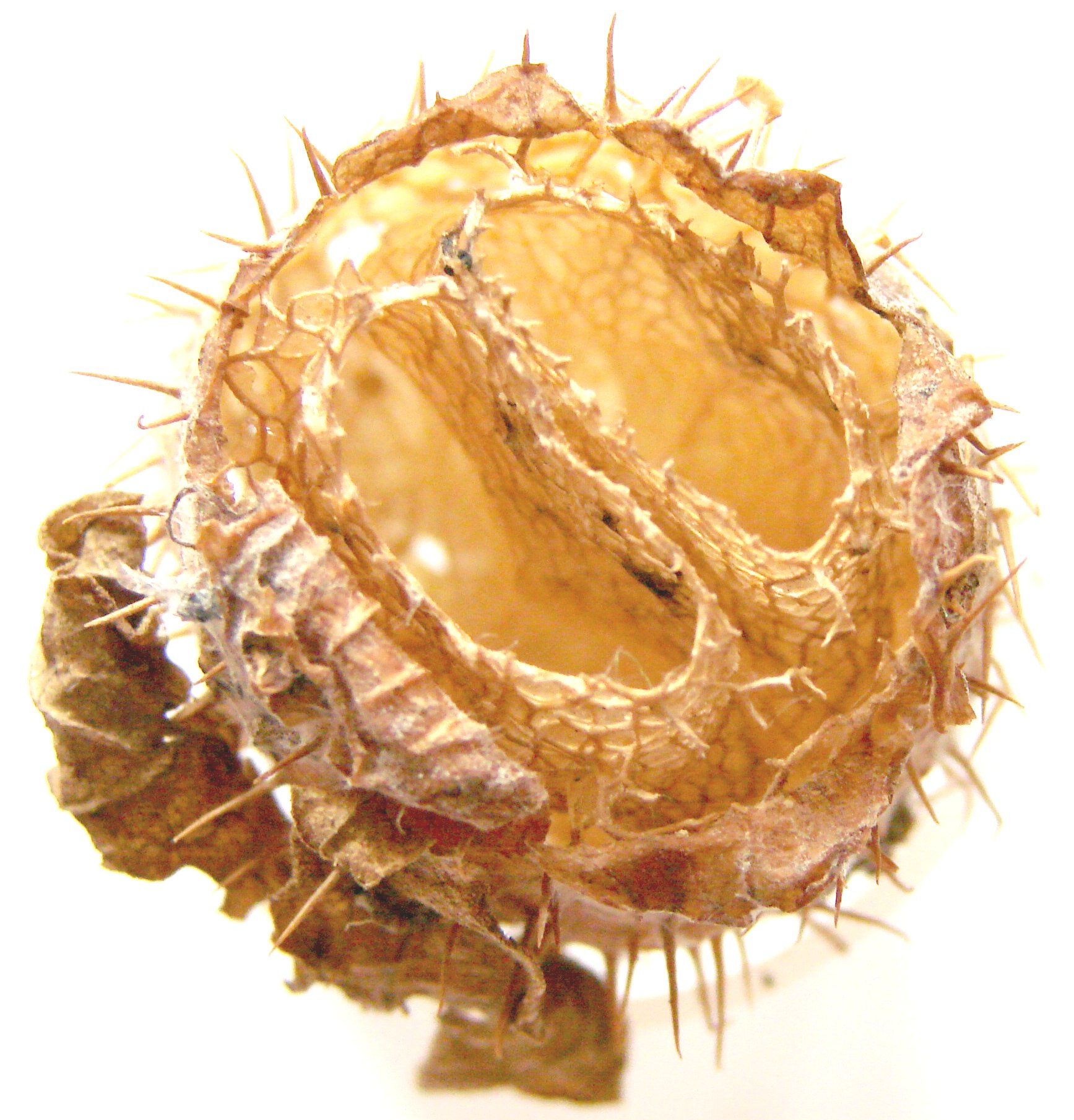
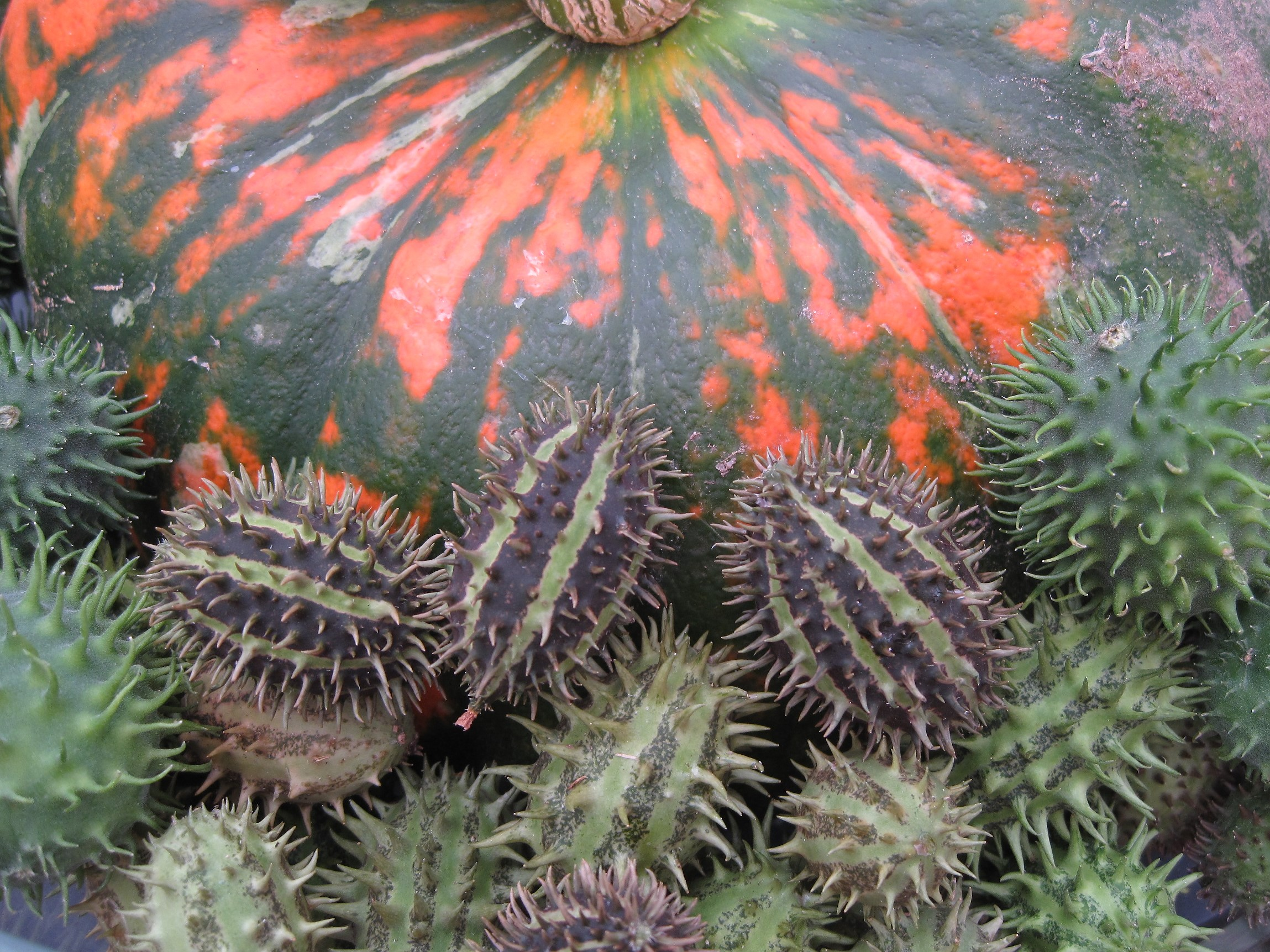
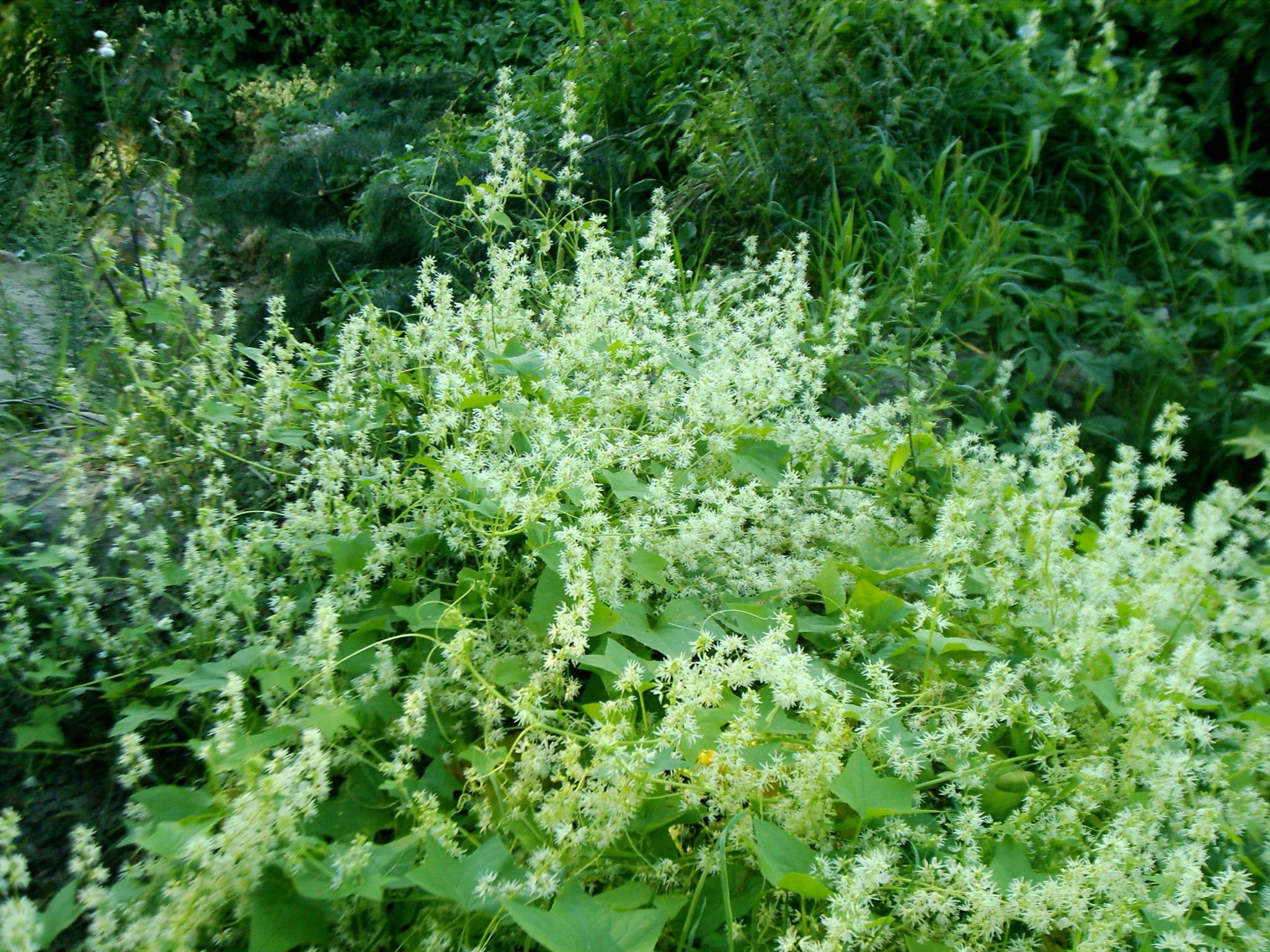
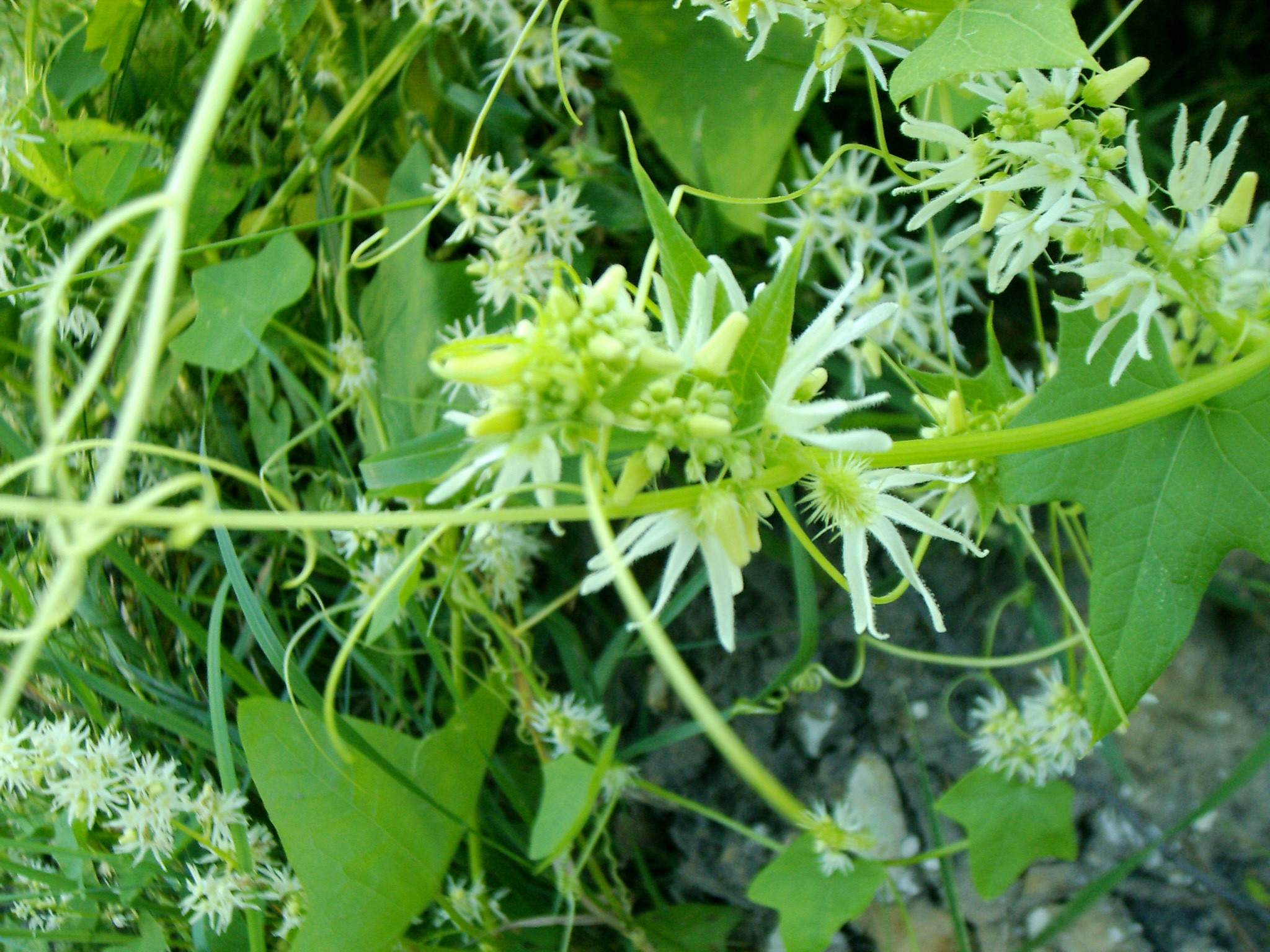
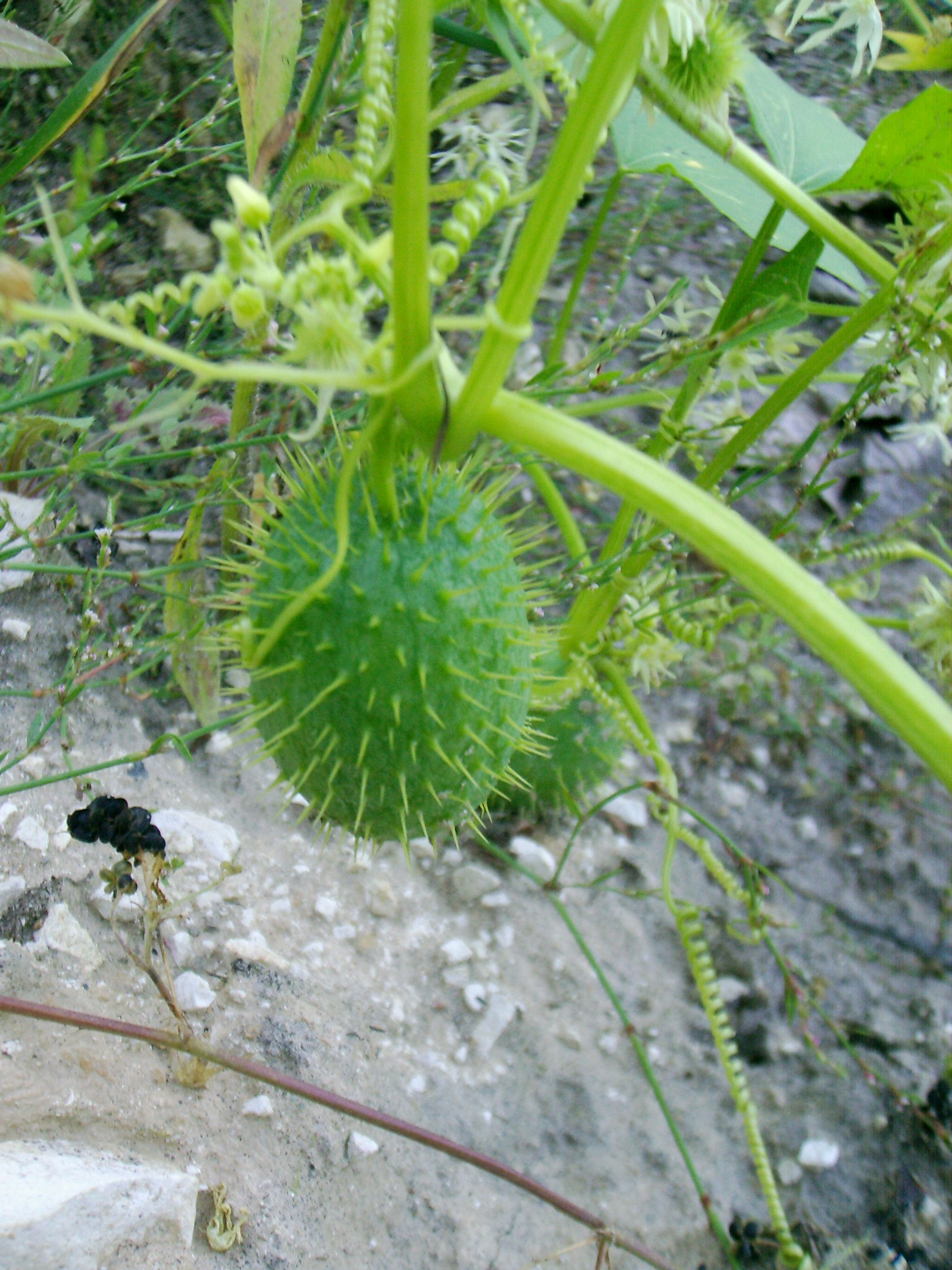